# Saranchinaïta
La saranchinaïta és un mineral de la classe dels sulfats. Rep el nom en honor de Galina Mikhailovna Saranchina (18 de desembre de 1911, Sant Petersburg - 26 de maig de 2004), petròloga russa i professora del Departament de Petrologia de la Universitat Estatal de Sant Petersburg, Rússia.

## Característiques
La saranchinaïta és un sulfat de fórmula química Na₂Cu(SO₄)₂. Va ser aprovada com a espècie vàlida per l'Associació Mineralògica Internacional l'any 2015, sent publicada per primera vegada el 2018. Cristal·litza en el sistema monoclínic. Químicament és semblant a la petrovita. Es transforma en kröhnkita en una setmana quan s'exposa a l'aire lliure a un 87% d'humitat relativa i 25 °C.
L'exemplar que va servir per a determinar l'espècie, el que es coneix com a material tipus, es troba conservat a les col·leccions del museu mineralògic de la Universitat Estatal de Sant Petersburg (Rússia), amb el número de catàleg: 19639.

## Formació i jaciments
Va ser descoberta al con de cendres Naboko, situat a la Gran erupció fissural del volcà Tolbàtxik (Krai de Kamtxatka, Rússia), sent aquest indret l'únic a tot el planeta on ha estat descrita aquesta espècie mineral.